# Floritura de aprobación

Krul

Una floritura de aprobación o krul (rizo) es un símbolo principalmente holandés que se usa para calificar el trabajo escolar o para mostrar que uno ha visto y está de acuerdo con un párrafo. El krul apareció por primera vez a principios del siglo XIX junto con la creciente burocracia en los Países Bajos . Este símbolo rara vez se usa fuera de los Países Bajos, con excepción de las islas holandesas del Caribe, las antiguas colonias holandesas como Indonesia, Sudáfrica o Surinam, y las regiones de habla holandesa como Flandes en Bélgica.
A pesar de su amplio uso en todo el país y sus antiguas colonias, desde marzo de 2020 que no existe un símbolo Unicode para representarlo.  Al igual que un dele, puede ser sustituido por el símbolo del centavo alemán, ₰.